# Bartolomeu Bueno do Prado
Bartolomeu Bueno do Prado, Capitão-Mor Ajudante das Minas do Jacuí, (São Paulo, data incerta –  Minas, 1768).
Ainda adolescente, matou um Capitão português, no seu sítio em Catalão, Goiás, o qual, pousando em sua propriedade para descanso e reabastecimento da tropa, desacatou o seu pai e injuriou os brasileiros. Pedro Taques de Almeida Paes Leme conta que, tendo feito assento em uma fazenda no sítulo além do rio Parnaíba (na estrada geral que ligava Goiás a São Paulo) um capitão de infantaria Português com a sua companhia de 50 soldados infantes do presídio da vila de Santos, sendo ele arrogante por natureza e oposto por inclinação aos filhos do Brasil, descomediu-se nas palavras de tratamento com Domingos Rodrigues do Prado sobre não ter este as farinhas prontas para o fornecimento do pão à infantaria, não admitindo o motivo que Prado lhe deu na ocasião de que não tinha as tais farinhas prontas, mas que elas seriam feitas com toda a presteza, já que não tinha sido avisado de nada. O tal capitão, tomado de um furor fanático, se alterou em vozes e destratou Domingos Rodrigues do Prado. Embora tenha inicialmente tolerado as primeiras injúrias, Domingos Rodrigues do Prado não suportou a arrogância do capitão, e a isso se seguiu uma troca de vozes alteradas. Então o filho de Domingos Rodrigues do Prado disparou uma arma de fogo e matou o capitão Português, o qual caiu morto em seguida. Neste sítio o capitão foi enterrado, com geral sentimento dos seus comandados, os quais confessaram publicamente que o tal capitão procurou o seu destino. Os soldados foram então prontamente atendidos por Domingos Rodrigues do Prado. "A verdade é que seus soldados reconheceram o despotismo do seu capitão para a fatalidade da sua morte, que não foi pensada do agressor dela; e quando contra os merecimentos da razão quisesse tomar despique o dito sargento, já não tinha partido algum contra as forças de Domingos Rodrigues do Prado, que, percebendo o mais mínimo movimento, certamente seria aquela fazenda não Tróia abrasada, mas abrasadora; porque dos 50 soldados não escaparia um só ao ferro de Domingos Rodrigues; e sobretudo nem a companhia vinha fornecida de pólvora e bala para em corpo de batalha cercar a fazenda".
Era o mais temido capitão do mato, com grande experiência no combate aos quilombos. Foi contratado pela Câmara da vila de São João Del Rei, em 20 de junho de 1759, a fim de destruir os quilombos do Campo Grande .
Nomeado "Governador-Comandante", vai para o Campo Grande e mais sertões para destruir quilombos de negros fugidos.
Por volta de 1755, Bartolomeu passou para a região do Palmital, no sertão do Rio Grande, onde residia seu sogro. 
Foi contratado pelo governo mineiro para que chefiasse bandeiras contra calhambolas, pois granjeara grande fama nesse gênero de guerrilhas. O Governador da Capitania de Minas Gerais, José António Freire de Andrade, concedeu-lhe patente de comandante de uma expedição nesse sentido, em 12 de maio de 1757. Devido a atrasos nos preparativos teve renovada sua portaria em 8 de junho de 1758 para ir como comandante-geral de uma grande tropa que devia agir na região de Jacuí e Campo Grande.
O ataque demorou três anos para ser preparado e ocorreu somente em 1759. Atacando, destruiu uma grande quantidade de quilombos, dentre eles: o Quilombo Grande, o de Bambuí, do Careca, do Morro do Angola, da Serra da Marcela, do Andaial (em Araxá), e muitos outros, causando grande  baixa entre os negros.
Segundo Pedro Taques,  Bartolomeu Bueno do Prado apresentou ao Governador de Minas, como troféu de vitória, três mil e novecentos pares de orelhas, “sem outro prêmio que a honra de se haver ocupado no serviço real, desempenhado o conceito que se formou de seu valor e disciplina de guerra contra negros fugidos”.
Em 18 de junho de 1759, Bartolomeu Bueno do Prado, neto do famoso Anhanguera, saindo do Arraial dos Buenos, em Lavras do Funil, partiu à frente de sua tropa de quatrocentos homens, levando capelão, cirurgião, botica, tropa de índios, negros como guias, vários capitães experimentados, cada um à frente de sua companhia, constituída de homens convocados de toda a Capitania
Tendo tomado posse lavrou o seguinte termo:
Em primeiro de setembro de 1759 foi lavrado, além do auto de posse civil dos quilombos dos atuais Alto Paranaíba e Triângulo Mineiro, outro auto de posse desses mesmos quilombos para o Bispado de Mariana, onde se declara que o reverendo padre João Correia de Melo, capelão da expedição, celebrou missa, administrou os sacramentos da Igreja e tomou posse para aquele bispado, em presença do comandante Bartolomeu Bueno do Prado, do capitão Francisco Luiz de Oliveira e Marçal Lemos de Oliveira, etc.”, mencionando “o Quilombo ‘da Pernaíba e Endaí, Bambuí, serra da Marcela e Canastra". Segundo as cartas de Bartolomeu Bueno do Prado, os ataques e destruição desses quilombos se deram em 7 e 16 setembro de 1759.
Depois, Bartolomeu e sua tropa foram para os Sertões do Jacuí, abrangendo toda a margem esquerda do rio Sapucaí que, na verdade, pertencia à Capitania de São Paulo, mas que, extinta em 1748, essa Capitania só voltaria a existir em 1763-1765, sem esse território que, hoje, compõe o sudoeste de Minas Gerais. Nessa região, foram destruídas onze povoações de brancos pobres e pretos forros que passaram à história, como se quilombos fossem. In Quilombo do Campo Grande - A História de Minas que se Devolve ao Povo, Editora Santa Clara, agosto de 2008, p. 699-757. O termo abaixo se refere à posse de parte desse território, abocanhado da Capitania de São Paulo, durante o período em que ficou extinta (1748-1765).
- Termo de posse do sertão do Campo Grande, no ano de 1759, por Bartolomeu Bueno do Prado

"Ano do Nascimento de Nosso Senhor Jesus Cristo de mil setecentos e cinquenta e nove anos, em  primeiro de novembro do dito ano, no Quilombo do Careca, aonde eu Escrivão adiante nomeado vim com o Reverendo Padre João Corrêa de Melo, Capelão da Expedição dos Quilombos e Vigário da vara das conquistas e sertão do Campo Grande, e Rio Grande abaixo, e desde o de Aguapé até a Barra do Sapucaí, e sendo aí diante das testemunhas adiante assinadas, tomou o Reverendo Vigário da vara posse judicial e atual por comissão e ordem do Exmo. e Revdo. Sr. Bispo de Mariana de todas aquelas conquistas e terras vertentes a elas; e suas adjacentes por pertencerem ao mesmo Bispado, e logo nos mais dias fez o dito Reverendo Vigário atos paroquiais em virtude das ordens do dito Senhor Bispo, que para tudo trazia, dizendo missas e administrando os sacramentos da Igreja, cuja posse tomou o Reverendo Vigário da vara, mansa e pacificamente, sem contradição de pessoa alguma; e para tudo constar, mandou fazer este auto de posse, em que assinou, sendo a tudo presentes o Comandante da dita Expedição Bartolomeu Bueno do Prado, e o Capitão Francisco Luís de Oliveira, Marçal Lemos de Oliveira, que todos assinaram com o dito Reverendo Vigário da vara, e eu Manuel Carneiro basto que o escrevi e  assinei. 
(aa) Manuel Carneiro Basto, o Padre João Corrêa de Mello, o Comandante Bartolomeu Bueno do prado, Marçal Lemos de Oliveira ".
Sua ação, exterminando todos os quilombos do Campo Grande, favoreceu o avanço de bandeiras para os lados do Triângulo Mineiro e para o oeste do Estado.
A 18 de dezembro de 1760, Bartolomeu Bueno do Prado recebe a concessão de uma sesmaria, no “Sertão do campo Grande”, entre a Serra da Esperança, Rio Grande acima, Rio Lambari e o Pouso Alegre, em terras, então, pacificamente mineiras, na margem direita do rio Grande, fora, portanto, da margem esquerda desse rio até o rio Pardo, região que passou a ser chamada Sertões do Jacuí, disputadas entre Minas e São Paulo até por volta de 1950.
Bartolomeu, após a batalha final contra o Quilombo do Cascalho (1760), passou a viver como capitão-mor ajudante nas Minas do Jacuí, atual cidade de Jacuí-MG, vindo a falecer em janeiro de 1768. In Dicionário de Bandeirantes e Sertanistas do Brasil.  
Mas, a sua sesmaria, esta acima citada, ficava na margem direita do rio Grande, ao norte do atual município de Cristais-MG e divisa com o atual município de Formiga-MG, cujas cartas dadas pelo governo da Capitania das Minas Gerais assim se sucederam no tempo, mas sempre, com pouca diferença, no mesmo espaço:  
a) O capitão Antônio João de Oliveira além de ter recebido a sesmaria do Camapuã no local onde acantonou e treinou as tropas de 1746, ganhou outra sesmaria em 20 de março de 1747, no local chamado “Lagoa, para cá da serra da Boa Esperança”, exatamente no lugar indicado como Primeira Povoação do Ambrósio no mapa do capitão França, hoje, cidade Cristais-MG.
b) Tendo falecido o capitão Antônio João de Oliveira em 1759, Bartolomeu Bueno do Prado obteve outra carta de sesmaria sobre a mesma  terra, entre a Serra da Esperança , Rio Grande acima, Rio Lambari e o Pouso Alegre, em 18 de dezembro de 1760. 
c) Constantino Barbosa da Cunha, que esteve com Bartolomeu Bueno do Prado na destruição do Quilombo do Cascalho nesse mesmo ano, passando, ambos a morar no Jacuí, passou a ocupar, em 1763, estas mesmas terras que teria adquirido de Bartolomeu, obteve carta de sesmaria datada de 19 de abril de 1765, a qual foi demarcada pelo juiz das sesmarias, cuja sentença final do Processo de Medição e Demarcação homologou a posse datando-a de “Sítio do Quilombo do Ambrósio, 02 de julho de 1766”. Fonte documentada: matéria “Primeiro Quilombo do ambrósio”, no site MGQUILOMBO, conforme APM SC 90, fls. 36v a 37, de 24.03.1747; APM SC 129, fls. 99 de 18.12.1760 e APM SC 140, fls. 111-v a 113-v, de 19.04.1765, com processo judicial de demarcação de Semaria arquivado, atualmente, no arquivo IPHAN da cidade de São João Del Rei.

## Genealogia
Era filho do Capitão-Mor Domingos Rodrigues do Prado e de sua mulher Leonor Bueno da Silva e foi casado com Isabel Bueno da Fonseca, filha de Francisco Bueno Luiz da Fonseca e Maria Jorge Velho. (Cf SL. I.433 e III.318).
Foram seus filhos:
1. Maria Jorge Bueno ou Maria Bueno do Prado, casada com Manuel de Paiva e Silva, nascido no Rio das Mortes, que passou a morar na Campanha do Rio Verde, onde foi vereador em 1800 e Capitão-Mor de Milícias, com geração em SL.I.433 (Título Buenos de Ribeira).

2. Alexandre de Gusmão Bueno, omitido na Nobiliarquia Paulistana.

3. Francisco Bueno do Prado.

4. Ana Gusmão Bueno. (SL.  I.434).